# Кирван, Нико
Нико Марио Патрик Кирван (англ. Niko Mario Patrick Kirwan; 4 сентября 1995, Окленд, Новая Зеландия) — новозеландский и итальянский футболист, защитник клуба «Падова».

## Карьера

### Клубная
Начинал свою карьеру на родине. В составе команды «Тим Веллингтон» Кирван становился чемпионом страны. В 2017 году защитник переехал в Италию, где с этого момента выступает за клубы низших лиг. Сезон 2020/21 новозеландец провел в Серии B за «Реджану». По итогам турнира «квадратные головы» покинули подэлитный дивизион, а Кирван перешел в коллектив Серии C «Падова».

### В сборной
За сборную Новой Зеландии футболист дебютировал 9 октября 2021 года в товарищеском матче против Кюрасао (2:1) В своем следующем поединке за национальную команду с Бахрейном Кирван стал автором победного и единственного мяча.

## Семья
Отец защитника известный новозеландский регбист Джон Кирван (род. 1964). Более 10 лет он играл в Италии, где познакомился с матерью Джона Фиореллой.

## Достижения
- Чемпион Новой Зеландии: 2016/17
- Финалист Лиги чемпионов ОФК: 2017